# Суперкубок Лівану з футболу 2002
Суперкубок Лівану з футболу 2002  — 6-й розіграш турніру. Матч відбувся 23 жовтня 2002 року між чемпіоном Лівану клубом Аль-Неджмех та володарем кубка Лівану клубом Аль-Ансар.
| Володар Суперкубка Лівану 2002 |
| ------------------------------ |
|                                |
| Аль-Неджмех Другий титул       |

## Матч

### Деталі
| 23 жовтня 2002 |

| Аль-Неджмех                   | 3:3 пен. 4:2 | Аль-Ансар                         |
| ----------------------------- | ------------ | --------------------------------- |
| Ходжедж 68' (110) Флейфел 83' | Протокол     | Ель-Чум 45', 102' Аббас Салех 58' |

| Каміль Шамун Спортс Сіті, Бейрут |